# Гулдбрун
59°19′16″ пн. ш. 18°04′22″ сх. д. / 59.321166666667° пн. ш. 18.072638888889° сх. д.
Гулдбрун (швед. Guldbron — «Золотий міст»), офіційно Слюссбрун — автомобільно-пішоходний/велосипедний міст, що сполучив Гамла-Стан з Седермальмом. 
Міст, який є частиною проекту Нюа-Слюссен, відкрито 25 жовтня 2020 року. 
Через кольорову гамму його неофіційно часто називають Золотим мостом.

## Опис
Міст, що сполучає Седермальм зі Старим містом (Гамла-Станом), є сталевою конструкцію, виготовлену китайською компанією «China Railway Shanhaiguan Bridge Group» (CRSBG). 
«Skanska» — головний підрядник будівництва мосту, що включає планування, проектування, виготовлення, доставку та монтаж. 
Міст був розроблений Спенсером де Греєм, головний архітектор Foster and Partners. 
Компанія також розробила новий міст Західний Орста (урочисто відкритий у 2005 році). 
За розробку креслень відповідала консалтингова компанія «Ramboll». 
Кошторисна вартість мосту склала 198 млн шведських крон. 

Міст має завдовжки 140 м, завширшки 45 м, а кліренс коливається від 1 м (зі сторони Старого міста) до 7 м (з боку Седермальму). 
Найдовший проліт (центральна секція) має 58 метрів. 
Міст має три смуги руху, де середня частина відгалужується вниз і з’єднується з Седер-Меларстранд і Стадсгордследен. 
Конструкція підготовлена для впровадження трамвайного руху. 
Термін служби оцінювався не менше 120 років. 

## Транспортування та монтаж
Вся конструкція важить приблизно 3700 тонн і була побудована в період з березня 2018 року по вересень 2019 року в Шанхайгуані та в Чжуншані, де відбулася остаточна збірка.
Потім міст одним шматком транспортували морем через Суецький канал і Середземне море, через Ла-Манш і Балтію до Стокгольма, куди він прибув 11 березня 2020 року. 
Прибуття кілька разів затримувалося через погану погоду. 
Транспортування відбулося на кораблі MS Zhen Hua 33.

На місці у Стокгольмі судно спустили, а міст, спираючись на понтони, відбуксирували на місце між Стадсгордследеном і Шеппсбруном, після цого відбувся монтаж на підготовлених опорах мосту, а потім відкритий для руху наприкінці серпня 2020 року. Міст пофарбований у золотий відтінок, який, за словами архітектора, має допомогти йому вписатися у делікатне міське середовище навколо Слюссена, тому ЗМІ назвали його Золотим мостом.